# Ciprus zászlaja
Ciprus zászlaja Ciprus egyik nemzeti jelképe.

## Története
1960. augusztus 16-án lett hivatalos jelképe a szigetországnak. A lobogó minden egyes része a szigeten élő két nemzetiség, a görögök és a törökök megbékélését igyekszik szimbolizálni. Akkoriban még nem volt annyira nyílt a két nemzet elkülönülése, mint napjainkban. Észak-Ciprust ma már teljesen külön kormányozza a terület török vezetése. Pedig a nemzeti lobogó a legnagyobb egyetértésben született meg.

A Ciprusi Királyság zászlaja (1192-1489)
Ciprus zászlaja a Brit Birodalom alatt (1881-1922)
Ciprus zászlaja a Brit Birodalom alatt (1922-1960)
A független Ciprus első zászlaja (1960)
A független Ciprus második zászlaja (1960-2006)
2004-ben létrehozott javasolt lobogó egy esetleges ciprusi közös görög-török államnak

Az 1960-as semleges lobogót a független köztársaság első elnöke, III. Makariosz választotta ki a lehetséges változatok közül, amelyeket az alelnök, a török származású Fazıl Küçük terveztetett meg. 

A nemzeti lobogón tehát nem múlt, hogy a két nemzet minden tagja azonosulni tudjon a sziget egységével, de végül úgy alakult, hogy a törökök és a görögök állama szétvált, és mára az eredetileg semleges zászló már csak a görög cipriótákat jelzi.

## Leírása
A zászló közepén fekvő sziget réz-sárga színnel került fel a lobogóra, és annak 44%-át teszi ki. A kormány azért választotta ezt a speciális színt a sziget térképének, mert Ciprusnak nagy készletei vannak rézércből. Az értékes fémnek nagy szerepe volt történelme során is, hiszen már az ókorban Aphrodité szigetéről vásárolták a rezet Hellász városállamai. A sziget képe alatt két olajfaág látható, amely a két nép békés együttélését szimbolizálja, és a fehér háttér is a megbékélés színe. A zászló megtervezésekor fontos szempont volt, hogy sem a kék, sem a piros szín nem szerepelhet rajta, hiszen az egyik Görögország zászlajában, a másik pedig Törökország zászlajában kap szerepet.